# آینه (رایانش)
در علوم رایانه، آینه (به انگلیسی: Mirror) به نسخه رونوشت عینی یک مجموعه داده گفته می‌شود. به فرایندِ رونوشت‌برداری آینه‌ (به انگلیسی: Mirror) می‌گویند. در شبکهٔ اینترنت یک وبگاه آینه، رونوشتی عینی (کپی دقیق و کامل) از وبگاه دیگر می‌باشد.
مورد استفاده آینه‌ها در اینترنت ایجاد نمودن منابع متعدد برای داده‌های یکسان است. آینه‌ها امکان دسترسی همیشگی و قابل اطمینان کاربران را به وبگاه‌هایی با حجم درخواست و بارگذاری بالا، فراهم می‌کنند. در این صورت در هنگام از کار افتادن یک سرویس دهنده به دلیل ترافیک بالا، نسخه پشتیبان دیگری قادر به سرویس دهی خواهد بود.
یک آینه زنده به صورت خودکار و به محض به روز شدن منبع، خود را به روز می‌کند.

## دلایل استفاده از آینه‌ها
- حفظ و نگهداری از اطلاعات از دسترس خارج شده یا در شرف خروج (صفحات، وبگاه‌ها یا داده‌های قدیمی که نگهداری آنها هزینه‌بر است)
- فراهم نمودن بارگذاری سریعتر برای کاربرانی که در موقعیت‌های جغرافیایی مختلف به‌سر می‌برند
- مقابله با سانسور اطلاعاتی و ترویج آزادی بیان
- ایجاد تعادل میان بار سرویس‌دهنده‌ها
- تدبیر موقت برای مقابله با افزایش ناگهانی ترافیک در مواقع اضطراری
- بالا بردن رتبه وبگاه در موتورهای جستجوگر با قرار دادن پیوند به آینه‌های مشابه. (این عمل در نظر بسیاری از مدیران موتورهای جستجو و نیز کاربران، امری غیراخلاقی در حیطه رایانه به‌شمار می‌رود)
- بهره‌برداری مالی ناشی از قرار دادن تبلیغات در وبگاه‌های فاقد تبلیغات و گاه برخلاف سیاست‌های آنان. (مانند ویکی‌پدیا[۱])
- به عنوان روشی برای دور زدن دیوار آتش